# Outlast
Outlast este un joc video de groază și supraviețuire, dezvoltat și publicat de Red Barrels, un studio independent din Canada. Lansat inițial pe 4 septembrie 2013 pentru Microsoft Windows, jocul a fost ulterior portat pe PlayStation 4, Xbox One, Linux și macOS. Outlast a fost bine primit datorită atmosferei sale terifiante, a poveștii captivante și a gameplay-ului intens.

## Povestea
Jocul Outlast are loc în Mount Massive Asylum, un spital psihiatric abandonat situat în munții din Colorado. Jucătorii preiau controlul lui Miles Upshur, un jurnalist de investigație care primește un pont anonim despre activitățile ilegale desfășurate la azil. Ceea ce începe ca o simplă investigație jurnalistică se transformă rapid într-o luptă pentru supraviețuire, pe măsură ce Miles descoperă ororile din interiorul azilului și adevărul despre proiectul secret condus de Murkoff Corporation.

## Gameplay
Outlast este un joc de groază și supraviețuire la persoana întâi, în care jucătorii trebuie să se bazeze pe inteligență și abilități de stealth pentru a supraviețui. Spre deosebire de multe alte jocuri de acțiune, în Outlast jucătorii nu pot ataca inamicii. În schimb, ei trebuie să se ascundă, să fugă și să evite contactul direct cu pericolele.

### Caracteristici principale
- Stealth și evadare: Jucătorii trebuie să se ascundă în dulapuri sau sub paturi pentru a evita inamicii. Fuga și navigarea rapidă prin mediu sunt esențiale pentru a scăpa de urmăritori.
- Camcorder-ul: Miles este echipat cu un camcorder care are funcția de vedere nocturnă, necesară pentru a naviga prin zonele întunecate ale azilului. Utilizarea camerei consumă baterii, care trebuie găsite și colectate pentru a menține funcția de vedere nocturnă.
- Explorare și puzzle-uri: Jucătorii trebuie să exploreze mediul pentru a găsi indicii și obiecte necesare pentru a progresa. Acestea includ chei, notițe și documente care oferă informații suplimentare despre poveste.

## Personaje
- Miles Upshur: Protagonistul jocului, un jurnalist de investigație care explorează Mount Massive Asylum pentru a descoperi adevărul despre activitățile ilegale desfășurate acolo.
- Richard Trager: Unul dintre principalii antagoniști, un fost doctor la azil care a înnebunit și acum efectuează experimente sadice pe pacienți.
- Chris Walker: Un fost soldat care a devenit un pacient periculos și violent, responsabil pentru moartea multor oameni din azil.
- Dr. Rudolf Wernicke: Un om de știință german care a condus Proiectul Walrider, experimentul care a dus la haosul din azil.
- Billy Hope: Subiectul principal al Proiectului Walrider, care a fost transformat într-o entitate supranaturală cunoscută sub numele de Walrider.

## Proiectul Walrider
Proiectul Walrider este un experiment secret desfășurat de Murkoff Corporation, menit să creeze o entitate supranaturală capabilă să controleze și să posede corpuri umane. Experimentul a implicat utilizarea unui fluid nanotronic injectat în pacienți, care a permis entității Walrider să existe și să controleze mințile celor afectați. Eșecul proiectului a dus la haosul și violența din azil, cu Walrider-ul ucigând personalul și pacienții deopotrivă.

## Expansion și continuări
Outlast: Whistleblower este un pachet de expansiune pentru Outlast, lansat pe 6 mai 2014. Acesta servește ca prequel și epilog pentru povestea principală, concentrându-se pe Waylon Park, inginer software care trimite pontul anonim lui Miles Upshur. Povestea dezvăluie mai multe detalii despre Proiectul Walrider și corupția din Murkoff Corporation.
Outlast 2 a fost lansat pe 25 aprilie 2017 și introduce o poveste complet nouă, situată într-o zonă rurală din Arizona. Jucătorii preiau rolul lui Blake Langermann, un cameraman care, împreună cu soția sa Lynn, investighează moartea misterioasă a unei femei însărcinate. Jocul păstrează elementele de stealth și supraviețuire, dar adaugă noi mecanici și o poveste profundă, explorând teme de religie și fanatism.

## Receptarea critică
Outlast a fost bine primit de critici și jucători, fiind lăudat pentru atmosfera sa terifiantă, designul de sunet și povestea captivantă. Jocul a fost considerat unul dintre cele mai înfricoșătoare titluri ale generației sale, cu o atmosferă care creează tensiune și frică constantă.

## Impact și influență
Outlast a avut un impact semnificativ asupra genului de groază și supraviețuire, influențând alte jocuri și consolidând poziția Red Barrels ca dezvoltator de top în acest domeniu. Succesul jocului a dus la dezvoltarea unei continuări și a unei comunități dedicate de fani, precum și la interesul pentru proiecte viitoare în universul Outlast.

## Moștenire
Outlast rămâne un reper în genul de groază și supraviețuire, oferind o experiență intensă și captivantă care a lăsat o amprentă durabilă asupra jucătorilor și industriei jocurilor video. Cu o poveste complexă, personaje memorabile și un gameplay inovator, Outlast continuă să fie apreciat și recomandat de fanii genului.